# Igor Rudakow
Igor Aleksandrowicz Rudakow (Игорь Александрович Рудаков, ur. 8 października 1934 w Leningradzie) – rosyjski wioślarz (sternik) reprezentujący ZSRR, srebrny medalista olimpijski, czterokrotny medalista mistrzostw świata.
Wystąpił na igrzyskach olimpijskich w Rzymie w 1960, gdzie reprezentacja ZSRR w składzie: Antanas Bagdonavičius, Zigmas Jukna i Igor Rudakow (sternik) wywalczyła srebrny medal w dwójkach ze sternikiem. W finale o 1,03 sekundy przegrali z osadą Wspólnej Reprezentacji Niemiec, a o 4,41 sekundy wyprzedzili osadę USA. Zajął tam także czwarte miejsce w czwórkach ze sternikiem. Walkę o medal osada ZSRR przegrała z Włochami o 1,95 sekundy. Czwarte miejsce zajął także w dwójkach ze sternikiem na rozgrywanych cztery lata później igrzyskach olimpijskich w Tokio. Tym razem w walce o podium lepsi o 1,43 sekundy byli Holendrzy. Następnie startował na igrzyskach olimpijskich w Meksyku w 1968, gdzie w dwójkach ze sternikiem nie ukończył rywalizacji. Brał też udział w igrzyskach olimpijskich w Monachium w 1972, ponownie zajmując czwarte miejsce w czwórkach ze sternikiem. W finale walkę o trzecie miejsce osada ZSRR przegrała z Czechosłowacją o 2,07 sekundy.
W tej czwórkach ze sternikiem zdobył srebrny medal na mistrzostwach świata w Lucernie (1974) i brązowy na mistrzostwach świata w Lucernie (1962). Zajął również drugie miejsce w ósemkach na mistrzostwach świata w Nottingham (1975) oraz trzecie w dwójkach ze sternikiem na mistrzostwach świata w Lucernie (1962).
Ponadto w dwójkach ze sternikiem zwyciężył na mistrzostwach Europy w Duisburgu (1965), a na mistrzostwach Europy w Amsterdamie (1964) był drugi. W ósemkach zdobył srebro na mistrzostwach Europy w Klagenfurcie (1969). Ponadto zdobył trzy medale w czwórkach ze sternikiem: srebrny na mistrzostwach Europy w Pradze (1961) oraz brązowe na mistrzostwach Europy w Kopenhadze (1963) i mistrzostwach Europy w Kopenhadze (1971).

## Osiągnięcia sportowe
| Rok  | Miasto     | Zawody                      | Konkurencja wioślarska                     | Wynik                    |
| ---- | ---------- | --------------------------- | ------------------------------------------ | ------------------------ |
| 1960 | Rzym       | letnie igrzyska olimpijskie | dwójka ze sternikiem czwórka ze sternikiem | srebrny medal 4. miejsce |
| 1961 | Praga      | mistrzostwa Europy          | czwórka ze sternikiem                      | srebrny medal            |
| 1962 | Lucerna    | mistrzostwa świata          | dwójka ze sternikiem czwórka ze sternikiem | brązowy medal            |
| 1963 | Kopenhaga  | mistrzostwa Europy          | czwórka ze sternikiem                      | brązowy medal            |
| 1964 | Tokio      | letnie igrzyska olimpijskie | czwórka ze sternikiem                      | 4. miejsce               |
| 1964 | Amsterdam  | mistrzostwa Europy          | dwójka ze sternikiem                       | srebrny medal            |
| 1965 | Duisburg   | mistrzostwa Europy          | dwójka ze sternikiem                       | złoty medal              |
| 1969 | Klagenfurt | mistrzostwa Europy          | ósemka                                     | srebrny medal            |
| 1971 | Kopenhaga  | mistrzostwa Europy          | czwórka ze sternikiem                      | brązowy medal            |
| 1972 | Monachium  | letnie igrzyska olimpijskie | czwórka ze sternikiem                      | 4. miejsce               |
| 1974 | Lucerna    | mistrzostwa świata          | czwórka ze sternikiem                      | srebrny medal            |
| 1975 | Nottingham | mistrzostwa świata          | ósemka                                     | srebrny medal            |